# غاريث غرانت
غاريث غرانت (بالإنجليزية: Gareth Grant)‏ (6 سبتمبر 1980 بليدز في المملكة المتحدة - ) هو لاعب كرة قدم بريطاني في مركز الهجوم. لعب مع برادفورد سيتي وبولتون واندررز ونادي تشستر سيتي ونادي سكاربورو ونادي غاينسبورو ترينيتي ونادي هاليفاكس تاون وFarsley Celtic F.C. ‏ وأوست تاون ‏ ولينكولن سيتي أف سي ونادي هاروجيت تاون وFarsley Celtic F.C. ‏ وDroylsden F.C. ‏ وPontefract Collieries F.C. ‏.

## وصلات خارجية
- غاريث غرانت على موقع قاعدة بيانات كرة القدم.إي يو (الإنجليزية)
- غاريث غرانت على موقع Soccerbase.com (لاعب) (الإنجليزية)
- غاريث غرانت على موقع عالم كرة القدم.نت (الإنجليزية)